# Ida Falk Winland
Ida Christina Ingrid Ulrika Falk Winland (ur. 23 maja 1982) – szwedzka śpiewaczka operowa (sopran). 
Występuje zarówno w repertuarze klasycznym, jak i w muzyce popularnej. Od 2014 r. jest solistką Göteborgsoperan (Opery w Göteborgu). Należy do grona stałych współpracowników brytyjskiego wokalisty popowego Miki. 

## Kariera
Jest córką wiolonczelisty Leo Winlanda. Ukończyła Royal College of Music oraz National Opera Studio w Londynie. 

### Opera
Wykonywała m.in. następujące partie operowe: 
- Morgana w Alcinie Händla (Göteborgsoperan)[2]
- Kleopatra w Juliuszu Cezarze Händla (Göteborgsoperan)[2]
- Rozyna w Cyruliku sewilskim Rossiniego (Göteborgsoperan)[2]
- Zuzanna w Weselu Figara Mozarta (Göteborgsoperan)[2]
- Ilia w Idomeneuszu, królu Krety Mozarta (Göteborgsoperan)[2]
- Pamina w Czarodziejskim flecie Mozarta (Opera Królewska w Sztokholmie)[2]
- Donna Anna w Don Giovannim Mozarta (festiwal w Helsinkach)[2]
- Cunégonde w Candide(inne języki) Bernsteina (Opéra National de Lorraine(inne języki))[2]

### Muzyka popularna
Falk Winland poznała Mikę w Royal College of Music, gdzie była jego koleżanką z roku. W 2007 r. wzięła udział w nagraniu jednego z pierwszych przebojów Miki, Happy Ending, w którym ważną rolę odgrywa jej wokal wspomagający. Od tego czasu regularnie występuje jako jedna z głównych chórzystek na wybranych koncertach Miki. Brała udział m.in. w jego rejestrowanych występach w Operze Królewskiej w Wersalu (2020), Filharmonii Paryskiej (2021) oraz w teatrze rzymskim w Orange (2024).